# Gerhard Wedepohl

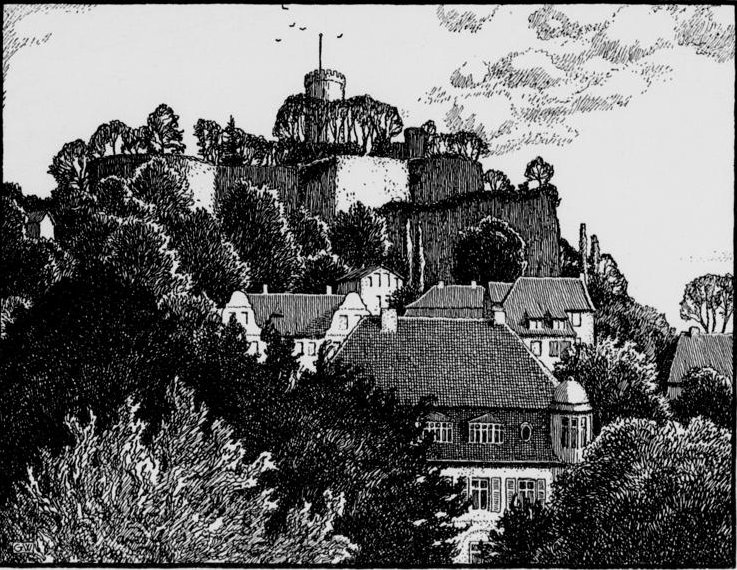
Die Sparrenburg, aus dem Mappenwerk Bielefeld

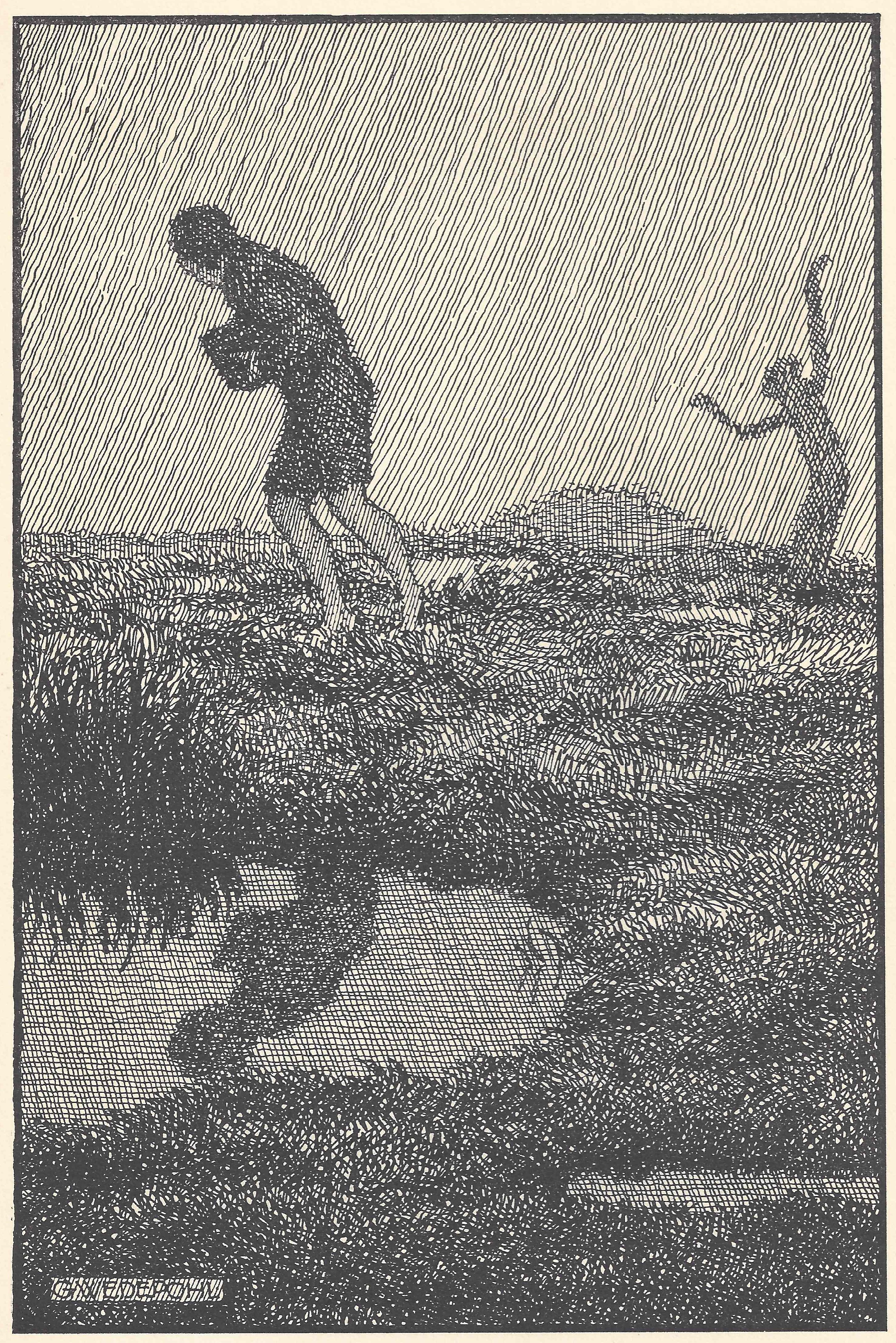
Illustration zu der Ballade Der Knabe im Moor von Annette von Droste-Hülshoff

Gerhard Wedepohl (* 25. November 1893 in Schönebeck bei Bremen; † 21. März 1930 in Bremen) war ein deutscher Maler, Zeichner, Radierer und Illustrator. Er studierte bei Johann Vincenz Cissarz und Alexander Eckener an der Stuttgarter Akademie. Seine Motive waren hauptsächlich Landschaften, seine Arbeiten sind dem sogenannten Heimatstil zuzuordnen. Bekannt geworden ist Wedepohl durch seine Folgen von Zeichnungen zu einzelnen Städten (Alt-Minden, Alt-Herford, Bielefeld, Melle, Münster, Osnabrück, Ravensberg u. a. m.). In mehreren Buchprojekten arbeitete er zusammen mit Ludwig Bäte.

## Werke (Auswahl)
Mappenwerke:
- Aus Alt-Minden-Ravensberg (20 Federzeichnungen), Gütersloh o. J.
- Bevensen mit Medingen (10 Federzeichnungen), Friedr. Schäffer,  Bevensen o. J. [um 1924]
- Bielefeld (10 Federzeichnungen), J. Opitz, Bielefeld 1924.
- Osnabrück (10 Federzeichnungen), Osnabrück 1925.

Illustrierte Bücher:
- Ludwig Bäte, Bei uns im Winter. Verlag J. B. Holzwarth, Bad Rothenfelde 1919.
- Ludwig Bäte, Das Buch vom deutschen Pfarrhaus. Verlag J. B. Holzwarth, Bad Rothenfelde 1920.
- Rast auf der Wanderung. Eine Sommergabe deutscher Dichter. Verlag J. B. Holzwarth, Bad Rothenfelde 1920.
- Aus vergangenen Tagen. Gedichte aus Natur und Leben von Annette von Droste-Hülshoff. Verlag Hermann A. Wiechmann, München 1922.
- Hanna Fuess, Haidekinder. Celle o. J.

Exlibris
- 10 Exlibris, Verlag J. B. Holzwarth, Bad Rothenfelde 1922.